# Fernweiher
Der Fernweiher ist ein angestautes Stillgewässer in der oberbayerischen Gemeinde Obersöchering. Er ist der erste vom Steinbach durchflossene Weiher, der im weiteren Verlauf in die Osterseen mündet.
Er gehört zum FFH-Gebiet Moor- und Drumlinlandschaft zwischen Hohenkasten und Antdorf.